# 张涤华
张涤华（1909年—1992年），原名张铸安，笔名攸沐、张多、徽凤等，男，安徽凤台人，中国语言学家，曾任中国语言学会常务理事，第三、五、六届全国人大代表。
1937年毕业于武汉大学中文系。曾先后在湖北、湖南、四川、重庆、安徽等地中学、大专院校任教。1949年后，在原安徽大学、安徽师范学院、原合肥师范学院、安徽师范大学任教。曾任安徽师范大学中文系主任、安徽师范大学语言研究所所长。